# Horacio Walker
Horacio Walker Larraín (Santiago, 12 de julio de 1887-ibídem, 17 de julio de 1974) fue un abogado y político demócrata cristiano chileno, que ejerció como parlamentario en la cámara alta desde 1933 hasta 1949; embajador en el Perú y ministro de Estado de su país en las carteras de Justicia y de Relaciones Exteriores durante las presidencias de Juan Esteban Montero y Gabriel González Videla, respectivamente.

## Familia y estudios
Nació en Santiago de Chile el 12 de julio de 1887, hijo del jurista Joaquín Walker Martínez y la ama de casa Elisa Larraín Alcalde. Era abuelo paterno del excanciller y exsenador Ignacio Walker, del exsenador Patricio Walker, del senador Matías Walker y del exministro Antonio Walker; y abuelo materno del exsenador Ignacio Pérez Walker. Sus estudios primarios y secundarios los realizó en Chile y los superiores en los Estados Unidos, titulándose como abogado en la Universidad George Washington en 1907; mientras que en 1910, obtuvo su título en la Universidad de Chile. En dicho país norteamericano residió acompañando a su padre, el cual se desempeñaba como embajador en ese país.
En el ámbito profesional, se especializó en bancos y casas comerciales mayoristas y se dedicó a la labor docente; fue profesor de derecho internacional público y privado en la Pontificia Universidad Católica de Chile (PUC). Entre otras actividades profesionales, ejerció como abogado integrante de la Corte de Apelaciones de Santiago y de la Corte Suprema de Chile.
Contrajo matrimonio con Teresa Concha Cazotte, con quien tuvo ocho hijos.

## Trayectoria política

### Inicios
Inició su carrera política a los veinte años, como regidor por la comuna de Ñuñoa de Santiago, en representación del Partido Conservador (PCon), tienda de la cual llegaría a ser presidente en diferentes periodos, como por ejemplo, en 1935 y en 1951.
Luego de la división del Partido Conservador en 1949, pasó al Partido Conservador Social Cristiano (PCSC) y después al Partido Demócrata Cristiano (PDC), colectividad en la que llegaría a ser vicepresidente.

### Ministro de Estado
El 2 de septiembre de 1931, fue nombrado por la administración del entonces vicepresidente de la República y ministro del Interior, Manuel Trucco Franzani, como ministro de Justicia, ejerciendo el cargo hasta el 15 de noviembre de ese año. Dos décadas después, fue nombrado como ministro de Relaciones Exteriores, fungiendo dicha responsabilidad desde el 27 de febrero hasta el 11 de abril de 1950, bajo la administración del presidente radical Gabriel González Videla; reasumió brevemente la labor el 8 de mayo de 1950.
Como canciller sistió a la Conferencia de Cancilleres en Washington D. C. y acompañó al presidente González Videla, a las visitas internacionales que hizo a Brasil y a Estados Unidos.

### Senador de la República

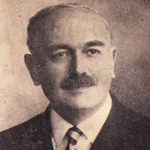
Fotografía de Walker como senador.

Fue al Congreso por primera vez en las elecciones parlamentarias de 1932, siendo elegido como senador en representación de la 4.ª Agrupación Provincial de Santiago", por el periodo legislativo 1933-1941. En su gestión parlamentaria integró la Comisión Permanente de Constitución, Legislación, Justicia y Reglamento y fue senador reemplazante en la Comisión Permanente de Relaciones Exteriores y Comercio y en la de Trabajo y Previsión Social.
Para las elecciones parlamentarias de 1941, fue reelecto como senador, por la misma 4.ª Agrupación Departamental de Santiago, por el período 1941-1949. Fue senador reemplazante en la Comisión Permanente de Relaciones Exteriores y Comercio; en la de Trabajo y Previsión Social y en la de Hacienda y Presupuestos. Asimismo, Integró nuevamente la Comisión Permanente de Constitución, Legislación y Justicia, de la que fue su presidente en los últimos cuatro años. En este período también, integró la Comisión Permanente de Relaciones Exteriores y Comercio.

#### Labor parlamentaria
Entre las mociones presentadas, junto a otros senadores, destaca la modificación del artículo 3.º de la ley sobre jubilación de los empleados del Congreso Nacional, Ley n° 7.009 de 28 de agosto de 1941.

### Embajador en el Perú
En el gobierno del presidente democratacristiano Eduardo Frei Montalva fue nombrado embajador político de Chile en Lima, Perú. Ejerció entre los años 1965 y 1968, siendo ésta, una de sus últimas actividades públicas.
Como embajador fue condecorado como Caballero de la Legión de Honor de Francia; Gran Cruz de la Orden El Sol de Perú; la Orden de Cristo en el Grado de Gran Cruz de Portugal y Gran Cordón de la Orden del Cedro de El Líbano.

### Últimos años
Por más de cuarenta años, estuvo a cargo del Departamento Jurídico del Banco de Londres y América del Sur. Fue miembro del Colegio de Abogados de Santiago y socio del Club de La Unión.
Falleció en Santiago por complicaciones al corazón, el 17 de julio de 1974, a los 87 años.